# Esteslestes
Esteslestes — вимерлий рід опосумів (Didelphimorphia), що жили в ранньому еоцені Нижньої Каліфорнії, Мексика.